# Integrální kritérium konvergence

Integrální kritérium použité na harmonickou řadu. Protože plocha pod křivkou y = 1/x pro je nekonečná, celková plocha obdélníků musí být také nekonečná.

Integrální kritérium konvergence je v matematice metoda pro zjišťování, zda nekonečná řada s nezápornými členy konverguje. Kritérium objevili Colin Maclaurin a Augustin Louis Cauchy, proto jej někteří autoři nazývají Maclaurinovo–Cauchyovo kritérium.

## Tvrzení
Uvažujme celé číslo N a nezápornou funkci f definovanou na neomezeném intervalu {\displaystyle \langle N,\infty )}, na kterém je funkce monotonně klesající. Pak nekonečná řada
{\displaystyle \sum _{n=N}^{\infty }f(n)}
konverguje k nějakému reálnému číslu právě tehdy, když nevlastní integrál
{\displaystyle \int _{N}^{\infty }f(x)\,dx}
je konečný. Pokud integrál diverguje, pak řada diverguje také.

### Poznámka
Pokud je nevlastní integrál konečný, pak důkaz také poskytuje dolní a horní mez součtu nekonečné řady:
| {\displaystyle \int _{N}^{\infty }f(x)\,dx\leq \sum _{n=N}^{\infty }f(n)\leq f(N)+\int _{N}^{\infty }f(x)\,dx} | \| \| \| \| \| \| \| \| | (1) |
| |                         |     |
| |                         |     |

## Důkaz
Důkaz využívá srovnávací kritérium pro porovnání členu {\displaystyle f(n)} s integrálem funkce {\displaystyle f} na intervalech {\displaystyle \langle n-1,n)}, resp. {\displaystyle \langle n,n+1)}.
Je-li f je monotonně klesající funkce, pak
{\displaystyle f(x)\leq f(n)\quad \forall x\in \langle n,\infty )}
a
{\displaystyle f(n)\leq f(x)\quad \forall x\in \langle N,n\rangle .}
a proto pro každé celé číslo n ≥ N platí
| {\displaystyle \int _{n}^{n+1}f(x)\,dx\leq \int _{n}^{n+1}f(n)\,dx=f(n)} | \| \| \| \| \| \| \| \| | (2) |
|                                                                          |                         |     |
|                                                                          |                         |     |

a pro každé celé číslo n ≥ N + 1,
| {\displaystyle f(n)=\int _{n-1}^{n}f(n)\,dx\leq \int _{n-1}^{n}f(x)\,dx.} | \| \| \| \| \| \| \| \| | (3) |
|                                                                           |                         |     |
|                                                                           |                         |     |

Sumací pro všechna n od N do M, dostaneme z (2)
{\displaystyle \int _{N}^{M+1}f(x)\,dx=\sum _{n=N}^{M}\underbrace {\int _{n}^{n+1}f(x)\,dx} _{\leq \,f(n)}\leq \sum _{n=N}^{M}f(n)}
a z (3)
{\displaystyle \sum _{n=N}^{M}f(n)\leq f(N)+\sum _{n=N+1}^{M}\underbrace {\int _{n-1}^{n}f(x)\,dx} _{\geq \,f(n)}=f(N)+\int _{N}^{M}f(x)\,dx.}
Zkombinování těchto dvou odhadů dostaneme
{\displaystyle \int _{N}^{M+1}f(x)\,dx\leq \sum _{n=N}^{M}f(n)\leq f(N)+\int _{N}^{M}f(x)\,dx.}
Pro M jdoucí k nekonečnu dostáváme (1).

## Použití
Harmonická řada
{\displaystyle \sum _{n=1}^{\infty }{\frac {1}{n}}}
diverguje, protože aplikací přirozeného logaritmu, jeho primitivní funkce a použitím základní věty integrálního počtu dostaneme
{\displaystyle \int _{1}^{M}{\frac {1}{n}}\,dn=\ln n{\Bigr |}_{1}^{M}=\ln M\to \infty \quad {\text{pro }}M\to \infty .}
A naopak, řada
{\displaystyle \zeta (1+\varepsilon )=\sum _{x=1}^{\infty }{\frac {1}{x^{1+\varepsilon }}}}
(srovnejte s Riemannovou funkcí zeta)
konverguje pro každé ε > 0 díky pravidlu pro integraci mocniny
{\displaystyle \int _{1}^{M}{\frac {1}{x^{1+\varepsilon }}}\,dx=-{\frac {1}{\varepsilon x^{\varepsilon }}}{\biggr |}_{1}^{M}={\frac {1}{\varepsilon }}{\Bigl (}1-{\frac {1}{M^{\varepsilon }}}{\Bigr )}\leq {\frac {1}{\varepsilon }}<\infty \quad \forall M\geq 1.}
Z (1) dostaneme horní odhad
{\displaystyle \zeta (1+\varepsilon )=\sum _{x=1}^{\infty }{\frac {1}{x^{1+\varepsilon }}}\leq {\frac {1+\varepsilon }{\varepsilon }},}
který lze porovnávat s nějakými určitými hodnotami Riemannovy funkce zeta.

## Hranice mezi divergencí a konvergencí
Výše uvedené příklady s harmonickou řadou vyvolávají otázku, zda existují monotonní posloupnosti tak, že f(n) klesá k nule rychleji než 1/n ale pomaleji než 1/n1+ε v tom smyslu, že
{\displaystyle \lim _{n\to \infty }{\frac {f(n)}{1/n}}=0\quad {\text{a}}\quad \lim _{n\to \infty }{\frac {f(n)}{1/n^{1+\varepsilon }}}=\infty }
pro každé ε > 0 a zda odpovídající řada f(n) stále diverguje. Pokud nalezneme takovou posloupnost, můžeme položit podobnou otázku, v níž f(n) má roli 1/n, atd. Tímto způsobem je možné zkoumat hranici mezi divergencí a konvergencí nekonečné řady.
Při použití integrálního kritérium konvergence můžeme ukázat (jak je uvedeno níže), že pro každé přirozené číslo k řada
| {\displaystyle \sum _{n=N_{k}}^{\infty }{\frac {1}{n\ln(n)\ln _{2}(n)\cdots \ln _{k-1}(n)\ln _{k}(n)}}} | \| \| \| \| \| \| \| \| | (4) |
| |                         |     |
| |                         |     |

stále diverguje (srovnejte s důkazem, že suma převrácených hodnot prvočísel diverguje pro k = 1) ale
| {\displaystyle \sum _{n=N_{k}}^{\infty }{\frac {1}{n\ln(n)\ln _{2}(n)\cdots \ln _{k-1}(n)(\ln _{k}(n))^{1+\varepsilon }}}} | \| \| \| \| \| \| \| \| | (5) |
| |                         |     |
| |                         |     |

konverguje pro každé ε > 0. Zde lnk označuje k-násobnou aplikaci přirozeného logaritmu definovanou rekurzivně vztahem
{\displaystyle \ln _{k}(x)={\begin{cases}\ln(x)&{\text{pro }}k=1,\\\ln(\ln _{k-1}(x))&{\text{pro }}k\geq 2.\end{cases}}}
Nk označuje nejmenší přirozené číslo takové, že je definovaná k-násobná aplikace funkce a lnk(Nk) ≥ 1, tj. s použitím tetrace nebo Knuthova zápisu
{\displaystyle N_{k}\geq \underbrace {e^{e^{\cdot ^{\cdot ^{e}}}}} _{k\ e'{\text{s}}}=e\uparrow \uparrow k}
Pro zjištění divergence řady (4) pomocí integrálního kritéria si všimneme, že opakovaným použitím řetízkového pravidla
{\displaystyle {\frac {d}{dx}}\ln _{k+1}(x)={\frac {d}{dx}}\ln(\ln _{k}(x))={\frac {1}{\ln _{k}(x)}}{\frac {d}{dx}}\ln _{k}(x)=\cdots ={\frac {1}{x\ln(x)\cdots \ln _{k}(x)}},}
tedy
{\displaystyle \int _{N_{k}}^{\infty }{\frac {dx}{x\ln(x)\cdots \ln _{k}(x)}}=\ln _{k+1}(x){\bigr |}_{N_{k}}^{\infty }=\infty .}
Pro zjištění konvergence řady (5) si všimneme, že podle pravidla o derivování mocniny, řetízkového pravidla a výše uvedeného výsledku
{\displaystyle -{\frac {d}{dx}}{\frac {1}{\varepsilon (\ln _{k}(x))^{\varepsilon }}}={\frac {1}{(\ln _{k}(x))^{1+\varepsilon }}}{\frac {d}{dx}}\ln _{k}(x)=\cdots ={\frac {1}{x\ln(x)\cdots \ln _{k-1}(x)(\ln _{k}(x))^{1+\varepsilon }}},}
tedy
{\displaystyle \int _{N_{k}}^{\infty }{\frac {dx}{x\ln(x)\cdots \ln _{k-1}(x)(\ln _{k}(x))^{1+\varepsilon }}}=-{\frac {1}{\varepsilon (\ln _{k}(x))^{\varepsilon }}}{\biggr |}_{N_{k}}^{\infty }<\infty }
přičemž (1) dává meze pro součet nekonečné řady (5).